# Patrik Rybár
Patrik Rybár (né le 9 novembre 1993 à Nitra en Slovaquie) est un joueur professionnel slovaque de hockey sur glace. Il évolue au poste de gardien de but.

## Biographie

### Carrière en club
Formé au HK 36 Skalica, il joue son premier matchs en senior dans l'Extraliga slovaque en 2011 avec le HC Slovan Bratislava. Il patiente jusqu'en 2015-2016 pour s'imposer comme titulaire du ŠHK 37 Piešťany. La saison suivante, il rejoint l'Extraliga tchèque  chez le HC Hradec Králové. En 2018-2019, il signe dans la Ligue américaine de hockey chez les Griffins de Grand Rapids. Il porte les couleurs du Kärpät Oulu dans la Liiga de 2019 à 2021 puis part chez le HK Dinamo Minsk dans la KHL.

### Carrière internationale
Il représente la Slovaquie au niveau international. Il participe aux sélections jeunes moins de 18 ans. Il prend part à son premier championnat du monde senior en 2018. Il est sélectionné pour les Jeux olympiques de 2018 et 2022. En 2022, il est le gardien titulaire de la Slovaquie qui décroche la médaille de bronze.

## Trophées et honneurs personnels

### Jeux olympiques
- 2022 : nommé dans l'équipe type du tournoi.